# گرگ بورژ
گرگ بورژ (انگلیسی: Gregg Burge; ۱۴ نوامبر ۱۹۵۷ – ۴ ژوئیهٔ ۱۹۹۸) طراح رقص، و بازیگر اهل ایالات متحده آمریکا بود. وی بین سال‌های ۱۹۷۲ تا ۱۹۹۸ میلادی فعالیت می‌کرد.